# Station Kępa
Station Kępa is een spoorwegstation in de Poolse plaats Dąbrowa Rzeczycka.